# La Chapelle-Cécelin
La Chapelle-Cécelin è un comune francese di 212 abitanti situato nel dipartimento della Manica nella regione della Normandia.

## Società

### Evoluzione demografica
Abitanti censiti